# Kabouter

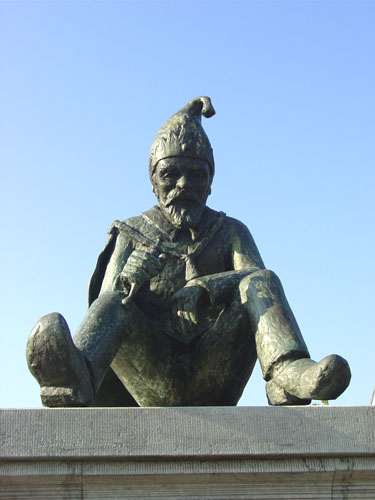
Kyrië, el rey Kabouter del folclore antiguo de Kempen, una región entre las provincias de Amberes y Limburgo en Bélgica y la provincia holandesa de Brabante Septentrional.

Kabouter es la palabra holandesa/afrikáans para gnomo o leprechaun. En el folclore y la mitología los Kabouters holandeses son parecidos a los escandinavos, conocidos como Tomte, y a los alemanes Klabauter o Kobold. El término "kabouter" fue adoptado por un movimiento hippie de la década de 1970 en Ámsterdam que surgió del movimiento Provo; uno de sus representantes más conocidos es Roel van Duijn.

## Tradición
La mitología y el folclore holandeses se refieren a los Kabouters bien como hombrecillos que viven bajo tierra o dentro de setas o bien como espíritus que ayudan en el hogar. Los Kabouters de sexo masculino llevan barbas largas y cerradas (a diferencia de los enanos, que no siempre llevan barbas cerradas) y altos sombreros rojos y puntiagudos. Normalmente son tímidos con los seres humanos.
Son parecidos a los "brownies" en el folclore inglés.

Existe una teoría de que su apariencia de pequeños sombreros puntiagudos y rojos corriendo por el bosque podría ser atribuida a alucinaciones producidas tras consumir setas alucinógenas. Aunque no se les asocia públicamente con los narcóticos, aparecen en los iconos y logotipos de las tiendas que los venden.
En "La Leyenda de los Zuecos de Madera", un antiguo cuento popular holandés, un kabouter enseña a un holandés cómo hacer cimientos y pilares y cómo hacer zuecos de madera. 

El ilustrador holandés Rien Poortvliet tuvo un papel importante en la tradición moderna sobre el Kabouter con la publicación de su "Leven en werken van de Kabouter" (en español "Vidas y Trabajos de los Gnomos", publicado en español como "El libro secreto de los Gnomos" o simplemente "Los Gnomos", de la publicación y traducción inglesa "Gnomes").

## Uso actual
Un ejemplo del uso iconográfico de los Kabouters en la cultura popular actual lo encontramos en la empresa Travelocity, que usa una estatua de un Kabouter al estilo de Rien Poortvliet en sus anuncios. Lo llaman el "Travelocity Gnome".